# Gliedergürteldystrophie 1B
Die Gliedergürteldystrophie 1B (LGMD1B) ist eine sehr seltene Erkrankung aus der Gruppe der Gliedergürteldystrophien.

## Ursache
Die LGMD1B wird durch Mutationen im LMNA-Gen (beim Menschen Chromosom 1, 1q22) verursacht und autosomal-dominant vererbt. LMNA kodiert für das Protein Lamin A/C, das als Homodimer aus Lamin A und Lamin C Bestandteil der Kernlamina ist. Zahlreiche Funktionen werden dem Protein Lamin A/C zugesprochen, unter anderem soll es eine wichtige Rolle bei der Chromatinorganisation spielen. 
Mehr als 30 Mutationen im LMNA-Gen sind bekannt, die zum Phänotyp der LGMD1B führen. Mutationen im LMNA-Gen können allerdings auch zu zahlreichen anderen Erkrankungen oder Phänotypen führen, die zusammengefasst als Laminopathien bezeichnet werden, z. B. die Mandibuloakrale Dysplasie.

## Klinisches Bild
Das Manifestationsalter der LGMD1B liegt meist bei unter 20 Jahren. Die Erkrankung beginnt mit einer symmetrischen, proximalen Muskelschwäche der unteren Extremitäten. Gewöhnlich ist erst im dritten bis vierten Lebensjahrzehnt auch die Muskulatur der oberen Extremitäten betroffen. Eine Herzbeteiligung ist möglich und kann neben atrioventrikulären Überleitungsstörungen zu Synkopen und zum plötzlichen Herztod führen.

## Diagnostik
Die Kreatinkinase im Blutserum ist meist normal. In der Elektromyographie sind unspezifische myopathische Veränderungen nachweisbar. Auch in der histologischen Untersuchung von Muskelbiopsaten sind meist nur sehr milde myopathische Veränderungen nachweisbar. Immunhistochemisch sind Lamin-A/C-positive Aggregate nachweisbar. Gesichert werden kann die Diagnose nur mittels molekulargenetischer Untersuchung.